# 逆転裁判4
『逆転裁判4』（ぎゃくてんさいばんフォー、英：Apollo Justice: Ace Attorney）は2007年4月12日にカプコンからニンテンドーDS向けに発売されたアドベンチャーゲーム。逆転裁判シリーズ第4作目。
「新章開廷!!」をコンセプトとし、『3』第5話の7年後が舞台の作品。新人弁護士の王泥喜法介が主人公となった。メインキャラクターデザインは塗和也が担当。BGM担当は堀山俊彦、奥河秀樹、木村明美。
初回限定版にはこれまで発売されたシリーズのあらゆるデータを収録したソフト『逆転裁判事典』のほか、これまでの作品のプロモーション映像を収録したDVD「逆転裁判 動画」が付属された。
2016年11月30日にiOS、2016年12月6日にAndroid向けに配信され、2017年11月22日にニンテンドー3DS版が発売された。2024年1月25日には本作を含む『逆転裁判456 王泥喜セレクション』がNintendo Switch、PlayStation 4、Xbox One、PC（Windows、Steam）向けに発売された。

## システム
既に発売されている『逆転裁判 蘇る逆転』、DS版『逆転裁判2』と同様にタッチペンの操作や法廷パートでマイクを使用した音声入力に対応している。また『蘇る逆転』に登場した「カガク捜査」、ポリゴンの証拠品などのシステムが全編に組み込まれ、探偵パート・法廷パートで「人物ファイル」をいつでもつきつけること、『蘇る逆転』ではいつでも可能だった「カガク捜査」が「3D証拠品」以外のシステムが必要な場面でしかできなくなった。ほか各話冒頭のプロローグには静止画ではなく映像が流れるようになった。カガク捜査には足跡鑑定と指紋検出がある。
新規要素としては本作品から「みぬく」システムが、法廷パートで登場、被告人の緊張状態を見抜き、隠し事を発見するのに使用する。ほか2009年5月21日に日本において施行された裁判員制度が取り入れられ、説明書に制度に関する説明がなされ、法務省のURLが掲載された。

## あらすじ
第1話：逆転の切札
ロシア料理レストラン「ボルハチ」でポーカーの最中に殺人事件が起こり、王泥喜の師匠・牙琉霧人の親友で「ピアニスト」の成歩堂龍一が逮捕された。その成歩堂からの指名で弁護を引き受けた王泥喜は、初めて法廷に立つ。
第2話：逆転連鎖の街角
王泥喜は成歩堂に呼び出され、事務所の仕事をなし崩しに押し付けられる。事務所のメンバーのみぬきと共に依頼をこなしていくうちに、王泥喜はある人物から、近所の公園で起きた殺人事件の弁護を依頼される。
第3話：逆転のセレナード
牙琉響也の率いるバンド「ガリューウエーブ」のライブ中、異国の人気歌手・ラミロアのマネージャーが何者かに射殺される事件が発生し、ラミロアとともに出演していた異国のピアニストの少年が逮捕される。被告人と言葉が通じない状況で、王泥喜は彼を弁護することになる。
第4話：逆転を継ぐ者
成歩堂からの依頼で「裁判員制度」のシミュレーション裁判の被告人を王泥喜が弁護することになる。現場の調査に行くと、面識がないはずの被害者と王泥喜に、意外な繋がりが判明する。エピソードの後半では、7年前に成歩堂が弁護士の資格を剥奪された法廷が描かれ、成歩堂を操作して7年前と現代で事件を調査する「メイスンシステム」のパートが登場する。また、このエピソードでは、プレイヤーの選択次第でバッドエンドとなる場面がある。

## 登場人物

### 『逆転の切札』
浦伏 影郎（うらふし かげろう）
被害者。最近帰国した身元不明旅行者。強面の顔が特徴。成歩堂と接点は無いとされている。
逆居 雅香（さかい まさか）[マサカ]
目撃者。ロシア料理専門店「ボルハチ」のウェイトレス。21歳。上品な口調を用いる童顔のおとなしい女性で、ロシアンハットを始めとしてロシアの伝統的な防寒具に身を包み、商売道具としてボルシチの入った土鍋と来客へのサービス撮影のためのカメラを持っている。本人曰く「プロは商売道具を手放さない」とするプロ根性から、目撃証言のために出廷した際にも持ち込み、時にはカメラ撮影を行っていた（本来は固く禁止されている）。「イカサマサカイ」という裏の顔を持っており、この時は服装だけでなく、口調も強気な感じになる。最終話の『メイスンシステム』パートの「ボルハチ」店内に時系列が事件発生数時間前の為時節登場する。

### 『逆転連鎖の街角』
北木 滝太（きたき たきた）[タキタ]
被告人。極道一家「北木組」（通称「キタキツネ組」）の跡取り息子。キツネのような髪型が特徴。キツネの絵があるスカジャンを着ている。19歳。美波との結婚を来月に控えていた。攻撃的で手が早く、厳格な性格の父親と意見が合わず対立している。
宇狩 輝夫（うかり てるお）[ウカリ]
被害者。「宇狩外科医院」院長。享年46。近隣住民宅への日光を遮るほど豪華な建物をはじめ同医院の評判があまり良くなかった。異様な状況で発見された。
並奈 美波（なみな みなみ）[ミナミ]
滝太の婚約者。滝太の弁護を王泥喜に依頼した。21歳。ホルターネックのワンピースに、胸にクローバーと羽をあしらったブローチを付けている。髪型はナースキャップをイメージしている。
河津 京作（かわづ きょうさく）[カワヅ]
目撃者。勇盟大学理工学部の学生。22歳。学士帽とガウンに身を包み、常に分厚い本を持ち歩いており、長ったらしい言い回しを多用する。また、自分が変人であることを自覚している様子である。
矢田吹 麦面（やたぶき むぎつら）[ムギツラ]
屋台ラーメン「やたぶき屋」15代目主人。46歳。屋台が盗まれる被害に遭う。主にしょっぱい味噌ラーメンを出しており、ネギが嫌い（スープを味わっている最中に紛れ込んでくるからだという）。丼を模した帽子の下からは、中華麺の色をした縮れ毛が垂れている。首にハーモニカを下げている（矢田吹曰く、チャルメラであり、それでチャルメラのメロディーを奏でる）。父が屋台を引いていたころは、成歩堂と真宵がよく来店していた。レンゲという名前の雌犬を飼っている。
北木 小梅（きたき こうめ）[コウメ]
常勝の妻で、滝太の母。豊満体型で、後ろ髪が花札の札になっている。42歳。事件時にみぬき同様パンツが盗まれた。凄みを利かせた声で話す。門前の掃除のために手にしている箒の柄には、ドスが仕込まれている。
北木 常勝（きたき つねかつ）[ツネカツ]
「北木組」4代目組長で、滝太の父。56歳。ある事情から「きれいな金」を大量に必要としており、極道から足を洗おうとしているために滝太から反感を買っている。黒羽二重の紋付羽織姿にエプロンという奇妙な格好をしている。北木組本部の向かいにある「人情公園」は彼が造った。
引田院長（ひきたいんちょう）[ヒキタ]
自称「引田クリニック院長」だが、実は『2』に登場した自称「堀田クリニック院長」と同一の男性患者（王泥喜は患者ということに気付かず、そのまま本物の医師と信じ込んでいた）。

### 『逆転のセレナード』
マキ・トバーユ[マキ]
被告人。ボルジニア共和国から来日した盲目のピアニスト。前髪が羽根のような形をしている。14歳。最初はボルジニア語で話していたが、実は日本語が少し理解できており、片言で喋る。
ローメイン・レタス[レタス]
被害者。ラミロアとマキのマネージャー。日本語も堪能で通訳も務める。享年35。銃撃されるが、発見された時点ではまだ生きており、王泥喜に最後の言葉を残して絶命した。
ラミロア[ラミロア]
ボルジニア共和国から来日した歌姫。少しだけ日本語を話せる。40歳。星座が描かれた青いローブと紫のベールを身に着けており、神秘的な雰囲気を漂わせている。「ラミロア」はボルジニア語（架空の言語）で「女神」を意味する。
眉月 大庵（まゆづき だいあん）[ダイアン]
国際課所属の刑事であると同時に、ロックバンド「ガリューウエーブ」のギタリスト。24歳。粗暴な性格で、鮫を思わせるジャケットと巨大なリーゼントヘアーが特徴。
或真敷 バラン（あるまじき バラン）[バラン]
魔術団「或真敷一座」の人気マジシャン。黄色いステージ衣装を身に纏っている。44歳。口調や行動は極めてオーバーで、「あるまじき」が口癖。

### 『逆転を継ぐ者』
絵瀬 まこと（えせ まこと）[マコト]
被告人。絵描きの少女。19歳。過去に誘拐されかけた経験があり、それ以来ほとんどアトリエから外出しなくなったが、大ファンである「或真敷一座」の記念館には行ったことがある。緊張すると爪を噛む癖がある。非常に内気な性格で常に持ち歩いているスケッチブックに絵を描いて自分の感情を表現する。左利き。
絵瀬 土武六（えせ どぶろく）[ドブロク]
被害者。画家でまことの父。顔と髪と服に絵の具の染みが都道府県のようにところどころ付着して常に絵の具の染みをそのままにしているずぼらな性格。享年52。猛毒「アトロキニーネ」（ゲーム中での架空の薬品）で毒殺された。7年前の事件で成歩堂と面識がある。極貧生活を送っていたころは、非常に哀愁の漂う台詞が多かった。
葉見垣 正太郎（はみがき しょうたろう）[ハミガキ]
目撃者。フリージャーナリスト。長身で歯ブラシのような髪型にヒゲの濃い顔をしている。彼がかけている眼鏡は度がかなり強いらしく、眼球が異様に拡大して見える。36歳。土武六が毒殺された当日にアトリエで取材をしていた。周りのありとあらゆるものに対して間違った知識を持つ。よく首を動かし非常に落ち着きの無い性格をしている。メモ帳は所持せず、左腕に書き込む癖がある。名前通り歯磨きが趣味で笑うときついミントの臭いがし、茶髪の短髪の髪型もブラシのような髪型をしている。右耳に青く太いボールペンを挟み、Yシャツの左の胸ポケットには歯ブラシと歯磨き粉と羽根ペンと櫛を入れている。ニュースの匂いには非常に敏感で、その気配を嗅ぎ付けると鼻の先端をピンクにして匂いを嗅ぎ膨らませる。
或真敷 ザック（あるまじき ザック）[ザック][ナナフシ]
7年前の事件の被告人。本名「奈々伏 影郎（ななふし かげろう）」。事件当時40歳。みぬきの実父でかつて一世を風靡した魔術団「或真敷一座」の人気マジシャンの一人で、バランの兄弟子。ピンク色のステージ衣装を身に纏っている。バランと共に国際マジック協会のコンテストでグランプリを受賞した経歴を持つ。ポーカーの腕前は相当なもので、成歩堂と天斎以外の相手には負け知らずだった。バランとは異なり、葉見垣を気に入っている（ただし葉見垣曰く気に入られる過程で10発ほどパンチを食らっているらしい）。
或真敷 天斎（あるまじき てんさい）[テンサイ]
7年前の事件の被害者。みぬきの祖父。日本マジック界の先駆者で、「或真敷一座」の創設者であり座長。ザックとバラン、優海を育て上げた偉大なマジシャン。享年67。贅沢三昧の生活を続けていたため、晩年は重度の糖尿病と末期の悪性腫瘍を患っていた。
或真敷 バラン（あるまじき バラン）[バラン]
7年前の事件の証人。「或真敷一座」の人気マジシャンの一人で、ザックの弟弟子。黄色いステージ衣装を身に纏っている。事件当時37歳。このころは鼻髭を生やしていない。ザックとは異なり、葉見垣を嫌っている。
或真敷 優海（あるまじき ゆうみ）
ザックの妻で、みぬきの母、天斎の一人娘。事件当時33歳。「或真敷一座」の人気マジシャンの一人だったが、練習中の事故で行方不明となった。
糸鋸 圭介（いとのこぎり けいすけ）[イトノコ]
7年前の事件の初動捜査担当刑事。
原灰 ススム（はらばい ススム）[ハラバイ]
7年前の事件の法廷係官。成歩堂とは『蘇る』第5話で面識があるが、原灰本人は覚えておらず、その後間もなく警察をクビ同然で退職。なお、この時に警官の制服一式をこっそり持ち出しており、法廷係官となってからもそれらを着用している。左手の傷が完治したために『蘇る』第5話で巻いていた包帯は外している。

## 開発
2005年10月に制作が発表され、前作までの主人公である成歩堂龍一から変更されることが公開された。
本作は新しいユーザー向けを命題としていたことから、わかりやすいストーリーにするはずだったが、結果的には複雑な話になった。第1話の制作期間は予定よりも2週間ほど延期された。第1話はトリックも難航し、ポーカーの場面をストレートに描写すると賭博行為になるため、成歩堂龍一のギャンブラーとしての描写が変更された。当初は登場人物を一新させる予定だったが、製作総指揮の稲船敬二の意見により前作までの登場人物である成歩堂が登場することになった。その後、当初から描かれていたギャンブラーの男性のやさぐれたイメージが成歩堂に当てはめられた。成歩堂を出す必然性が必要だったため、普通なら王泥喜の師匠としてだすところだが、話を面白くすることを考えて製品版の設定になった。巧舟は成歩堂への愛情が強すぎるため、いつの間にか成歩堂が前に出てきてしまっていたといい、塗和也も見ていてそう思ったため、成歩堂との差別化を意識して王泥喜の熱いキャラクター性を押し出すため、王泥喜が成歩堂を殴る場面を追加することをほかのスタッフとともに提案した。
登場しなかった御剣怜侍や綾里真宵が何をしているかという設定は考えられていないが、塗はキャラクターデザイナーからの視点として、イメージを広げるためにそのような設定は欲しかったという。成歩堂は小学生時代の学級裁判といったキャラクター設定がしっかりしていたが、第1作は成歩堂の成長物語であることからそのような設定があったのに対し、本作では同じことはできなかったため王泥喜には生い立ちなどの設定が与えられなかった。
牙琉響也は過去作の検事に比べて優しいキャラクターとなり、ライバルを打ち負かす醍醐味が弱くなった。これは過去作と同じことを繰り返さないようにしたためであり、毎回天才検事が出てきてもよくないため、デザイン段階で出ていたお兄さんのような検事という意見が採用された。スタッフからも牙琉がいい人だったという意見があり、『逆転裁判』の検事がライバルであるという先入観があるため、そのようなイメージがあると「あれ？」と思ったかもと塗は述べている。毎回ライバル検事に対して逆転することがマンネリになる可能性があるため、ゲームのどこに面白さを感じるかを考えて、本作では熱い物語よりも謎解きに重きを置いた結果、合わないユーザーがいたのではないかと巧は語っている。
会社からの要望に裁判員制度を取り扱うことがあったが、法廷のゲームシステムは変更したくなかったため、アイデアを広げていったことで、過去と未来をザッピングして謎を解くメイスンシステムと結びつけられた。メイスンシステムの名称はペリー・メイスンに由来する。
新システムの「みぬく」は絵の表現について何度か試行錯誤がなされた。塗は「みぬく」を使用するほどの小さな仕草でどれだけバリエーションを出せて、どうデザインに反映する必要があるのかなど、先の見えない感じを心配していたという。巧は「みぬく」についてもう少し調整してもよかったとし、練り込みが甘かった可能性も述べている。
第2話のプロットは巧が入社した際に立ち上げようとしていた「探偵ゲーム（仮）」のために書かれたもので、本作の制作時にすぐアイデアがなくなったためこのプロットが再利用された。
2006年9月22日から24日には東京ゲームショウにおいて、昨年も行われたTGS特別法廷などのイベントと合わせてプレイアブル出展された。特別法廷は前作までのキャラクターが本作を宣伝するもので、来場者の笑いを誘っていた。10月26日から11月8日にかけておよび2007年3月29日から、DSステーションで体験版が配信され、2007年2月1日には公式サイトでFlashで体験版が公開された。
テレビCMや広告などにはイメージキャラクターとして、弁護士の丸山和也が出演した。

## 評価
本作品は批評家には好評であった。1UP.comは「フェニックス・ライト（成歩堂龍一）編はDSでプレイできる最高のゲームであるがそれはアポロ・ジャスティス（王泥喜法介）でも変わりない」と述べた。また、DSならではの機能について「実際にプレイしてみるとそれほど難しくなく、非常に魅力的」だとした。2013年11月21日、RPGFanではニンテンドーDSソフトのトップ20のうち5位にランクインした。
IGNは概ね1UP.comと同意見だったが「本作品の始まりがフェニックス・ライト編と同様のもの」とした。IGNオーストラリアは「プレイを通して正解を見つけるには試行錯誤を重ねる必要がある」という今まであった不満や「アポロ・ジャスティスではどんな手を使ってでも少しずつロジックを解く」ことでゲームを進められること。そして「問題解決するまでの道程が長い」ことがゲームに不必要で間延びしているとした。IGNは新機能を「少しの変わったもの」と感じたが、「大した経験にはならなかった」とした。だがIGNオーストラリアは本作品を「全体的に素晴らしいゲーム」だとの見解を示した。IGN2008 Video Game AwardsでBest Storyにノミネートされたが受賞は逃した。
これらの意見は反響が大きく、レビューでも多く触れられた。GameSpotはストーリーについて「カタツムリ程度の速さ」であり、「シリーズの欠陥がまだまだ存在している」と感じたとした。GameProはアポロ・ジャスティス編について「シリーズ作品の堅実な成長」に必要な「革新と変化が欠如している」ことを重要なポイントに挙げた。Nintendo World Reportは「ゲームプレイは過去3作とほとんど変わらない」としている。GameSpyは犯行の様子を再現するタッチ機能は「大きく改善」したが「あまりにも簡単」だと指摘した。
ファミ通クロスレビューは9・9・9・9の36点でゴールド殿堂入り。レビュアーは「二転三転するシナリオに引き込まれる」「完成度が高い」「矛盾を突くことが爽快」「万人向け」とした一方「より便利さが欲しいと思うところがある」「過剰な演出は好みがわかれるか」「本格ミステリーを望む人には向かない」「捜査パートはありがちなもので少しダレやすい」とした。
ゲーマガでは満足度ランキング横丁のコーナーで2009年に読者投票として行われた「期待外れだったゲーム」で10位中4位にランクインしている（票数は不明）。
GAME Watchの眞鍋航希は第1話「逆転の切札」が第1作目の1話を彷彿とする内容で、新主人公の王泥喜法介に感情移入させる効果がある点を評価した一方で、主人公と新検事の牙琉響也との対立構造が少ない点が物足りないと評価した。またキャラクターデザインの担当が塗和也に変更となり、男性キャラクターはかっこよく、女性キャラクターは露出度が少なめと評価した。ゲームシステムとしては『逆転裁判2』で完成形に到達しているため、変更する点しない点をまとめるのには慎重になっただろうとしながらも本作での変更は概ね成功していると評価した。
カプコンのオンライン販売サイトであるe-CAPCOMにて限定版の予約開始の際に、サーバーの許容範囲を遥かに超えるアクセスが殺到し、トップページ含むサイト内全てのアクセスが不能となり、翌日カプコンが陳謝する事態となった。その後本作品は発売1週目に25万本を売り上げ、日本では2週間で50万本出荷された。2007年末までに515,417を売り上げている。北米では売れ行きがよく、発売週に5番目にベストセラーになったDS作品としてチャート入りした。3DS版は日本では発売当初に4,832本を売り上げ、14番目のベストセラーだった。
日本ゲーム大賞2006でフューチャー部門に選出された。

## 関連商品
- 逆転裁判4 公式ガイドブック（2007年6月16日発売）
- 逆転裁判4 オリジナル・サウンドトラック（2007年6月27日発売）[40]

## 移植版
2016年10月12日にiOSおよびAndroid向けに配信されることが発表され、2016年11月30日にiOS版、2016年12月6日にAndroid版が配信された。映像が高画質になり、スマートフォン向けにユーザーインターフェースが変更され、オートセーブに対応された。iOS版では話数ごとの個別購入が可能だった。なおカプコンのケータイサイトにてフィーチャーフォン向けにも配信されていた。
2017年11月22日にニンテンドー3DS版が発売された。立体視の対応や画質・操作性の向上の他に英語版も同時収録され、タイトル画面の下でメッセージスキップのON/OFFを最初から切り替えることが可能となった。3DS版には限定版としてミニサウンドトラックCDがセットになったコレクターズ・パッケージがある。
2024年1月25日にはNintendo Switch、PlayStation 4、Xbox One、PC（Windows、Steam）向けに本作を含む『逆転裁判456 王泥喜セレクション』が発売され、解像度がHDグラフィックへ変更された。